# لو بیچنگ
لو بیچنگ (انگلیسی: Lü Bicheng؛ 1883 – ۱۹۴۳ (۵۹−۶۰ سال)) شاعر، سردبیر، آموزگار و مدرسه‌ساز اهل چین بود. از او به عنوان یکی از چهار زن برتر در زمینه ادبیات در جمهوری چین یاد شده است.

## اوایل زندگی
لو بیچنگ در تائی‌یوان شانشی در سال ۱۸۸۳ در اواخر سلسله چینگ به دنیا آمد، اما طبق کنوانسیون چینی او را بومی خانه اجدادی خود در شهر جینگدیجن، آن‌هویی می‌دانند. پدرش لو فنگکی که در سال ۱۸۷۷ مدرک جینشی (نوعی مدرک سلطنتی) گرفته بود، به عنوان کمیسر آموزشی استان شانشی خدمت کرد. مادرش یان شییو (嚴士瑜) یک زن نجیب‌زاده تحصیل کرده بود. لو بیچنگ سومین دختر از چهار دختر خانواده بود و خواهران بزرگترش لو هویرو و لو میسون نیز به خاطر دستاوردهای ادبی خود شناخته شده هستند.
وقتی او چهار ساله بود، پدرش برای بازنشستگی به لوآن، آنهویی فرستاده شد. او تا سن ۱۲ سالگی، زمانی که پدرش در سال ۱۸۹۵ درگذشت، در آنجا زندگی راحتی داشت. از آنجا که لو فنگکی وارث مذکر نداشت، بستگان دودمان لو برای ارث بردن اموال او به رقابت پرداختند و یان شییو و چهار دخترش مجبور شدند به شهرستان لایان نقل مکان کنند تا با خانواده مادری خود زندگی کنند. زمانی که او نه ساله بود، لو بیچنگ با یکی از پسران خانواده وانگ نامزد شد، اما با کاهش ثروت خانوادگی خود، خانواده وانگ قرارداد ازدواج را فسخ کردند و بیچنگ جوان مجبور به تحمل لکه ننگ (در فرهنگ چین) به عنوان یک زن طرد شده شد. زخم عاطفی ناشی از این اتفاق اغلب به عنوان عامل اصلی تصمیم بعدی او برای هرگز ازدواج نکردن در نظر گرفته می‌شود. با مادر بیوه او و خواهرانش در منطقه روستایی آنهویی رفتار مناسبی صورت نمی‌گرفت به همین دلیل وقتی لو ۱۵ یا ۱۶ ساله بود، یان شییو او را فرستاد تا با عموی مادری‌اش یان لانگ‌شوان (嚴朗軒)، ذر شهری بندری خارج از کلان‌شهر شمالی تیانجین، زندگی کند. خواهرش هیرو نیز بعدها به او پیوست.
لو بیچنگ در سال ۱۹۲۰ در دانشگاه کلمبیا در نیویورک تحصیل کرد و در سال ۱۹۲۲ به شانگهای بازگشت. او دوباره در سال ۱۹۲۶ به آمریکا رفت و به زندگی در شانگهای خاتمه داد و سپس به اروپا سفر کرد. سرانجام لو بیچنگ بین سالهای ۱۹۲۷ و ۱۹۳۳ در سوئیس اقامت گزید.

## پیشه
در سال ۱۹۰۴، خانم فانگ، همسر منشی عمویش، لو بیچنگ را برای بازدید از یک مدرسه دخترانه در تیانجین دعوت کرد، اما عمویش مانع از رفتن او شد و او را به شدت سرزنش کرد. روز بعد، او از خانه عمویش فرار کرد و بدون پول و چمدان با قطار به سمت تیانجین رفت. او نامه ای به خانم نیش که در خوابگاه روزنامه تا کونگ پائو اقامت داشت نوشت. یینگ لیانژی، نجیب‌زاده کاتولیک مانچویی که روزنامه را تأسیس کرد، نامه او را خواند و چنان تحت تأثیر آن قرار گرفت که او را به عنوان دستیار سردبیر انتخاب کرد. در آن زمان، نوشتن برای یک زن برای یک روزنامه ملی پرنفوذ مانند تا کونگ پائو اتفاقی بزرگ بود، او در آن زمان ۲۱ ساله بود. او از تریبونی که کونگ پائو فراهم کرده بود برای ترویج فمینیسم استفاده کرد و به چهره ای مشهور در چین و بیرون آن تبدیل شد. اشعار لو در روزنامه کونگ پائو چاپ شد و با استقبال زیادی روبرو شد. او از سال ۱۹۰۴ تا ۱۹۰۸ سردبیر آن روزنامه بود. لو در سال ۱۹۰۴ تصمیم گرفت آموزش دختران را بهبود بخشد. او پیش‌تر افکار خود را در مورد حقوق زنان منتشر کرده بود و سردبیر روزنامه او را با یان فو که مدافع افکار غربی بود آشنا کرد. مدرسه زنان Beiyang در همان سال تأسیس شد توسط وی تأسیس شد. لو در ۲۳ سالگی وظیفه مدیریت مدرسه ای را که دو سال قبل تأسیس کرده بود به عهده گرفت. در ابتدا این مدرسه برای یافتن دخترانی که واجد شرایط تحصیلات متوسطه باشند کار دشواری پیش رو داشت و دانش آموزانی از شانگهای به این مدرسه آورده شدند تا اولین کلاس‌ها به حد نصاب برسد. لو بعدها با فردی انقلابی به نام کیو جین آشنا شد و آنها اهداف مشابهی داشتند، اما لو وقتی از او دعوت شد در ژاپن سخنرانی کند آن را رد کرد، زیرا مطمئن نبود که آیا زنان باید در سیاست دخالت کنند یا خیر. او سپس به عنوان منشی یوان شیکای، یکی از قدرتمندترین افراد چین انتخاب شد. هنگامی که شیکای تصمیم گرفت تا خود را امپراتور چین اعلام کند، لی نیز مانند بسیاری از پیروانش او را طرد کرد.

## ارجاعات
1. ↑  Fong 2004a, p. 14.
2. ↑  Fong 2004a, p. 15.
3. ↑  Fong 2004a, p. 16.
4. ↑  Qian, Nanxiu; Fong, Grace; Smith, Richard, eds. (2008). Different Worlds of Discourse. p. 90. doi:10.1163/ej.9789004167766.i-417. ISBN 978-90-474-4333-9.
5. ↑  Fong 2004a, p. 17.
6. ↑  Cong 2011, p. 55.
7. ↑  Lee & Stefanowska 2003, pp. 378–381.